# Monooxid triuhlíku
Monooxid triuhlíku je anorganická sloučenina se vzorcem C3O, reaktivní oxid uhlíku, vyskytující se ve vesmírném prostoru, který lze také připravit v laboratoři a zachytit jej v matrici z inertního plynu nebo jako nestálý plyn. C3O lze řadit mezi keteny nebo heterokumuleny.

## Výskyt
C3O byl nalezen mikrovlnnou spektroskopií v molekulárním mračnu v souhvězdí Býka a v protohvězdě Elias 18.
Látka pravděpodobně vzniká těmito reakcemi:
HC +
3  + CO2 → HC3O+ + CO
HC3O+ → C3O + H+
nebo
C2 + CO → C3O; tento průběh je za nízkých teplot pravděpodobnější.
Podobná sloučenina C3S je v tmavých molekulárních mračnech běžnější, přestože je kyslík ve vesmíru 20krát rozšířenější než síra, protože se rychleji vytváří.

## Příprava
C3O je možné připravit zahříváním 2,2-dimethyl-1,3-dioxan-4,6-dionu, kdy se také vytváří aceton, oxid uhelnatý a oxid uhličitý.
Jako první připravili tuto látku R. L. DeKock a W. Waltner, a to reakcí atomárního uhlíku s oxidem uhelnatým v argonové matrici; pozorovali přitom infračervenou absorpční čáru na 2241 cm−1. Atomární uhlík byl přitom získán zahříváním grafitu v tenké tantalové trubici.
M. E. Jacox fotolyzoval suboxid uhlíku (C3O2) v argonové matrici a získal C3O absorbující na 2244 cm−1, ale nedokázal rozpoznat produkt reakce.
Další možností přípravy monooxidu triuhlíku je zahřívání diazocyklopentantrionu nebo podobného acylanhydridu, případně působení světla na dioxid tetrauhlíku (pak se také vytváří oxid uhelnatý).
C3O vzniká i při zahřívání fumarylchloridu. Zahříváním 2,4-dinitroresorcinátu olovnatého se vedle C3O tvoří C2O, CO a C3O2.
Malé množství C3O vzniká rovněž působením elektrického výboje na suboxid uhlíku.
Roger Brown zahříval 3,5-dimethyl-1-propynolpyrazol na teplotu přes 700 °C, přičemž se vytvořil C3O. Monooxid triuhlíku je také produktem pyrolýzy 5,5'-bis(2,2-dimethyl-4,6-dioxo)-1,3-dioxanylidenu nebo diisopropylidenethylentetralarboxylátu.
Ozářením pevného oxidu uhelnatého proudem elektronů vzniká směs oxidů uhlíku, obsahující také C3O. Tento proces může pobíhat na ledových tělesech ve vesmíru.

## Reakce
C3O může být stabilizován jako ligand v pentakarbonylových komplexech kovů 6. skupiny, jako je například Cr(CO)5CCCO, získaný reakcí [n-Bu4N][CrI(CO)5] a stříbrného acetylidu odvozeného od propiolátu sodného (AgC≡CCOONa), a thiofosgenu; AgC≡CCOONa se připravuje reakcemi stříbrných solí s propiolátem sodným. Je znám také tmavě modrý komplex nazývaný pentakarbony1(3-oxopropadienyliden)chrom, který je těkavý a rozkládá se za teploty 32 °C. V jeho infračerveném spektru se objevuje pás na 2028 cm−1, způsobovaný skupinou CCCO. Komplex je rozpustný v hexanu, ale pomalu se rozkládá na dvouatomový uhlík (C2), který v rozpouštědle vytváří alkyny a kumuleny. Dimethylsulfoxid oxiduje ligand CCCO na suboxid uhlíku.
C3O vytváří na skle červenočerný povlak.
Reakcí C3O a močoviny vzniká uracil. Nejprve dvě molekuly C3O s jednou molekulou močoviny vytvoří kyselinu izokyanurovou a propiolamid, poté se NH skupina naváže na trojnou vazbu za přesunu NH2. Nakonec se cyklizací utvoří uracil.

## Vlastnosti
Molekuly C3O jsou nestálé, za tlaku 1 Pa se rozkládají přibližně za 1 sekundu. Délky vazeb jsou tyto: C-O 114,9 pm, C1-C2 130,0 pm, C2-C3 127,3 pm. Molekula je lineární. Protonová afinita činí 885 kJmol−1. Dipólový moment má velikost 2.391 D. Na atomu kyslíku je kladný náboj a na uhlíkovém konci záporný. Molekula se chová, jako by na obou jejích koncích byly trojné vazby a uprostřed jednoduchá. Sloučenina je izoelektronická s dikyanem.